# 道の駅山北
道の駅山北（みちのえき やまきた）は、神奈川県足柄上郡山北町にある神奈川県道76号山北藤野線の道の駅である。
川を挟んで向かい側にはオートキャンプ場がある。

## 施設
- 駐車場
  - 普通車：22台
  - 大型車：1台
  - 身障者用：2台
- トイレ（いずれも24時間利用可能）
  - 男：大 2器、小 4器
  - 女：6器
  - 身障者用：1器
- インフォメーションカウンター（9:00 - 17:00）
- 売店（9:00 - 17:00）
- 軽食堂（9:00 - 17:00）
- 公衆電話

## 休館日
- 毎週月曜日（祝日の場合、翌日）
- 年末年始

## アクセス
- 富士急モビリティ 松62系統 宮原入口停留所から徒歩約6分。
- 神奈川県道76号山北藤野線
  - 神奈川県道727号川西線
  - 国道246号

## 周辺
- 城山（山北町）